# Christina Applegate
Christina Applegate (Los Angeles, 25 november 1971) is een Amerikaans actrice. Applegate is vooral bekend geworden door haar rol als Kelly Bundy in de sitcom Married... with Children. Daarnaast speelde ze van 2007 tot 2009 de hoofdrol in de sitcom Samantha Who?.

## Biografie
Applegate werd geboren in Hollywood, Californië. Haar vader was platenproducent, haar moeder zangeres en actrice.
Applegate stopte op haar zeventiende met school om te gaan acteren. Van 1987 tot 1997 speelde ze in de serie Married... with Children. Van 1998 tot 2000 had ze haar eigen serie genaamd Jesse. In 2002 speelde ze samen met Cameron Diaz in de film The Sweetest Thing.
Haar Broadway-debuut maakte ze in de musical Sweet Charity. Daarnaast speelde ze in twee afleveringen van Friends de zus van Rachel (gespeeld door Jennifer Aniston). Voor haar rol in de aflevering The One with Rachels Other Sister won ze een Primetime Emmy Award. In 2006 verscheen ze samen met Eva Longoria, Ryan Seacrest en Christina Milian in de clip van Jessica Simpsons nummer A Public Affair.
Van mei 2019 tot november 2022 speelde Applegate, samen met Linda Cardellini, in de Netflixserie Dead to Me. Zij was tevens uitvoerend producent van de serie. Applegate ontving twee nominaties voor de Primetime Emmy Award voor beste hoofdrolspeelster in een comedyserie voor haar werk in seizoenen één en twee, evenals nominaties voor een Golden Globe Award, Screen Actors Guild Award en TCA Award.
Op 14 november 2022 ontving zij een ster op de Hollywood Walk of Fame. Ze werd vergezeld door haar Married... with Children-medespelers Katey Sagal en David Faustino. Haar ster werd geplaatst naast de sterren van Sagal en Ed O'Neill.

### Privéleven

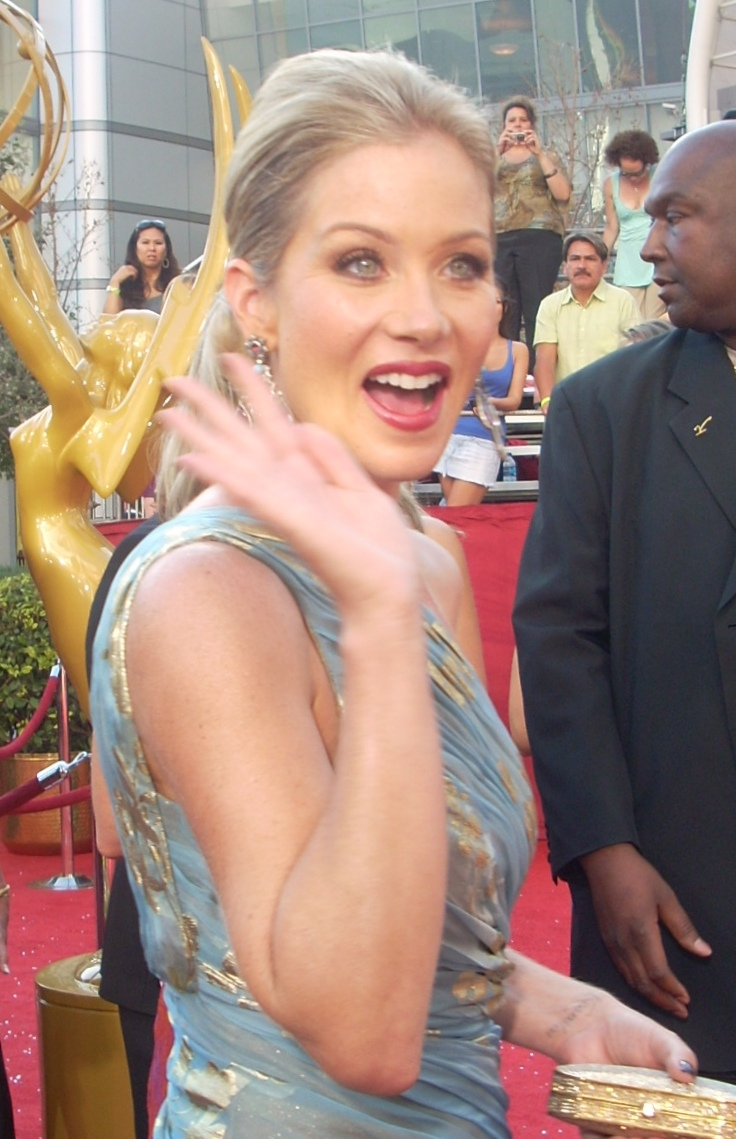
Applegate in 2008

Applegate was op 31 oktober 1993 te gast in de nachtclub The Viper Room, destijds gedeeltelijk eigendom van Johnny Depp. Toen ze na het bezoek aan de nachtclub weer buitenkwam, trof ze een door overmatig drugsgebruik ziek geworden en inmiddels ingestorte River Phoenix aan, die kort daarvoor door zijn broer, zijn zus en zijn vriendin al uit de nachtclub begeleid was. Enige uren hierna stierf Phoenix.
In 2001 trouwde Applegate met acteur Johnathon Schaech, tijdens een kleine ceremonie in Palm Springs, in aanwezigheid van vrienden en familie. In 2005 vroeg Schaech hun echtscheiding aan. Sinds 2008 heeft ze een relatie met de Nederlandse basgitarist Martijn LeNoble. Ze verloofden zich op Valentijnsdag 2010. In januari 2011 werd hun dochter geboren. Applegate en LeNoble trouwden op 23 februari 2013. Voor beiden is het hun tweede huwelijk.
Applegate steunt People for the Ethical Treatment of Animals (PETA), een organisatie die opkomt voor dierenrechten.

#### Gezondheid
In 2003 was Applegate de spreker van Lee National Denim Day, dat miljoenen dollars ophaalde voor borstkankeronderzoek. In 2008 moest Applegate worden behandeld voor borstkanker in een vroeg stadium. Ze heeft beide borsten moeten laten amputeren. Op 19 augustus, amper een maand na haar diagnose, was Applegate volledig kankervrij.  In augustus 2021 kondigde Applegate aan dat ze enkele maanden daarvoor was gediagnosticeerd met multiple sclerose. De ziekte beïnvloedde haar vermogen om op de set te presteren tijdens het laatste seizoen van Dead to Me aanzienlijk.

## Filmografie

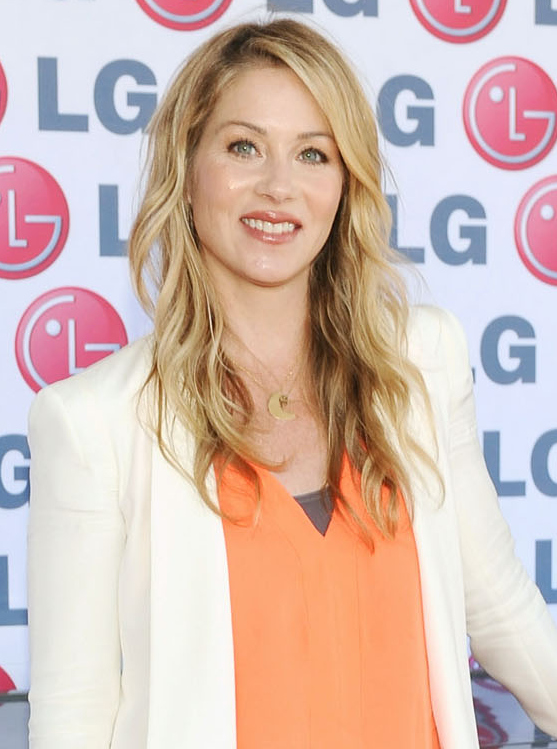
Applegate in 2012

## Prijzen
- Applegate won een Primetime Emmy Award voor haar rol van Amy Green in Friends.
- In de jaren tachtig en negentig werd ze vier keer genomineerd voor Youth in Film Awards, waarvan ze twee keer won.
- Ze is genomineerd voor een Tony Award voor haar rol in de Broadway-musical Sweet Charity.
- In 2022 kreeg Applegate een ster op de Hollywood Walk of Fame.